# Rockingham (Western Australia)
Rockingham ist eine australische Stadt, die etwa 50 Kilometer südlich von Perth liegt. Sie hat fast 15.000 Einwohner und ist das Zentrum der LGA Rockingham City mit über 125.000 Einwohnern, der drittgrößten in Western Australia.

## Geografie
Rockingham liegt an der Mangles Bay, einer Bucht an der Küste des Indischen Ozeans. Vor der Küste liegt Garden Island, eine Insel, die über einen Damm mit dem Festland verbunden ist. Nordöstlich grenzt die Industriestadt Kwinana an den Ort. Mandurah, eine etwa gleich große Stadt, befindet sich südlich.

## Geschichte
Der Ort wurde 1847 erstmals erwähnt und bekam 1897 das Stadtrecht. Durch den Export von Eukalyptus- und Sandelholz erlangte der Ort damals Bedeutung. Die Gründung der Fleet Base West auf Garden Island, dem Hauptstützpunkt der Royal Australian Navy an der Westküste, und wachsende Schiffbauindustrie stärkten die Bedeutung der Seefahrt weiter. 
1876 war Rockingham Schauplatz einer spektakulären Gefangenenbefreiung, bei der sechs Fenians, irische Freiheitskämpfer, aus dem Gefängnis Fremantle ausbrachen, nach Rockingham flohen und dort mit einem kleinen Beiboot das US-amerikanische Schiff Catalpa erreichten. Die Catalpa war fast ein Jahr lang von den USA nach Australien unterwegs gewesen, um die Gefangenen aufzunehmen. Den Gefangenen gelang erfolgreich die Flucht. Eine Skulptur am Meersufer erinnert heute an die Fenians.

## Wirtschaft
Heute gehört die Stadt – zusammen mit Mandurah – zu den am schnellsten wachsenden Orten Australiens. 
Die Region konnte sich auch als Tourismusziel durchsetzen. So ist es möglich, im angrenzenden Shoalwater Islands Marine Park Delfine, Robben, Pelikane und Pinguine zu beobachten. Außerdem ist die Küste gut für Wind- und Kitesurfing geeignet. In unmittelbarer Nähe zum Stadtstrand ist es möglich, verschiedene Schiffs- und Flugzeugwracks des Rockingham Wreck Trail zu betauchen.

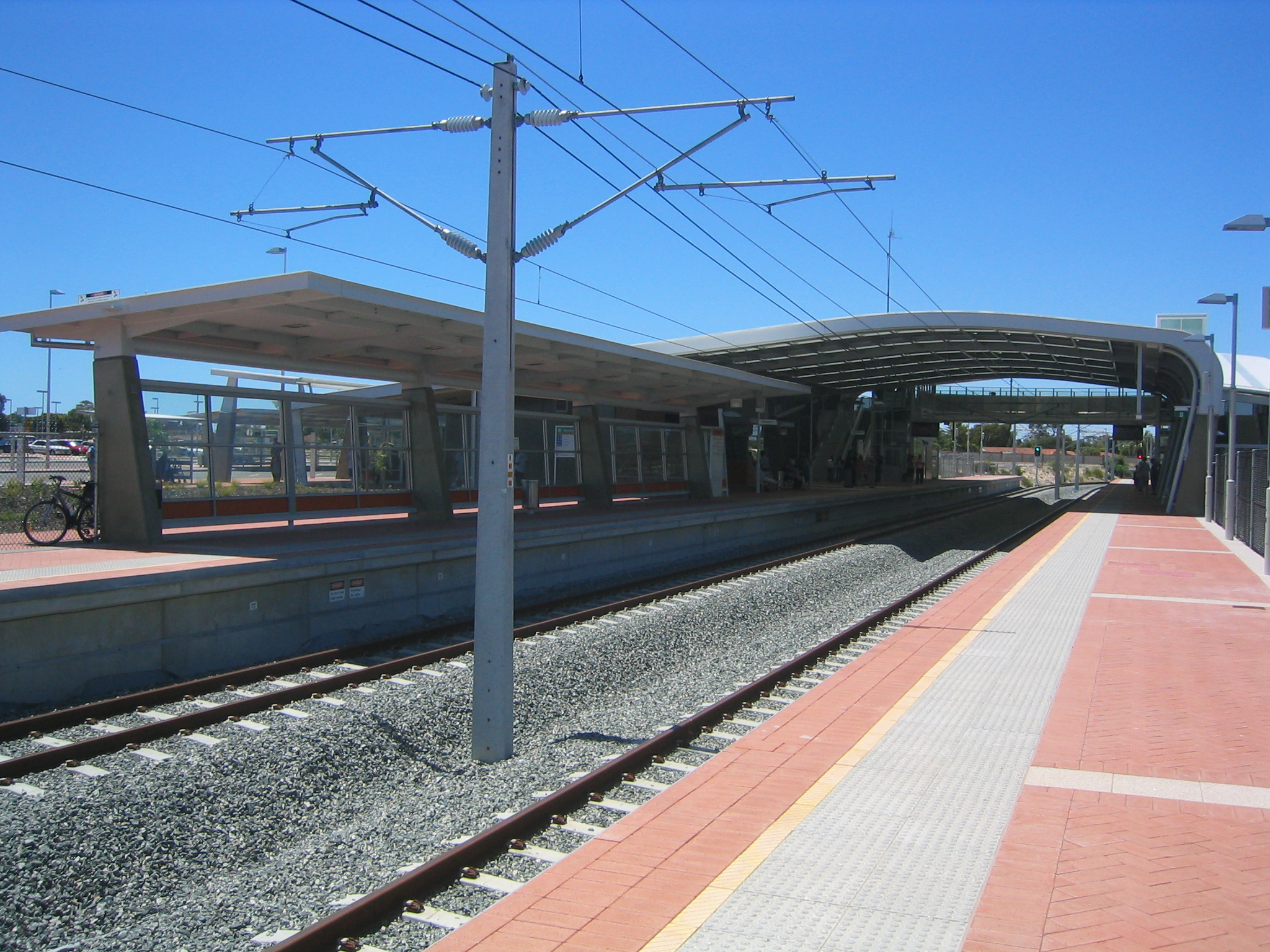
Bahnhof

## Verkehr
Rockingham liegt an der Mandurah Line, einer Bahnstrecke, die Perth mit Mandurah verbindet. Die Strecke und somit auch der Bahnhof wurden am 23. Dezember 2007 eröffnet. Mit der Bahn ist Perth innerhalb einer halben Stunde zu erreichen.

## Persönlichkeiten
- Brydan Klein (* 1989), britisch-australischer Tennisspieler